# 피에조미터

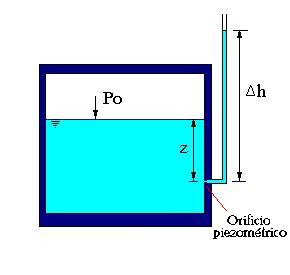
관 단면 옆에 구멍(오리피스)를 뚫고 피에조미터를 연결한다. 가는 관이 피에조미터이다

피에조미터(Piezometer) 또는 위압수두계는 흐르는 물의 정수압을 재는 기구로, 개수로, 관수로 물넘이 측벽과 같은 측정 지점에 작은 구멍을 만들고 파이프를 연결하여 수은주나 수주 압력계 또는 다른 압력을 재는 기구에 연결하여 측정하는 것이다.